# Serra
Serra – miasto w południowo-wschodniej Brazylii, w stanie Espírito Santo. Jest częścią regionu metropolitalnego Vitórii. W mieście rozwinął się przemysł metalurgiczny.

## Demografia
Przeprowadzony w 2010 spis ludności wykazał, że Serra liczyła wówczas 409 267 mieszkańców. Na każde sto kobiet przypadało 97 mężczyzn. IBGE oszacowało liczbę mieszkańców w 2021 roku na 536 765, co uplasowało Serrę na pierwszym miejscu pod względem ludności w stanie Espírito Santo.